# St.-Marien-Kirchhof (Wismar)

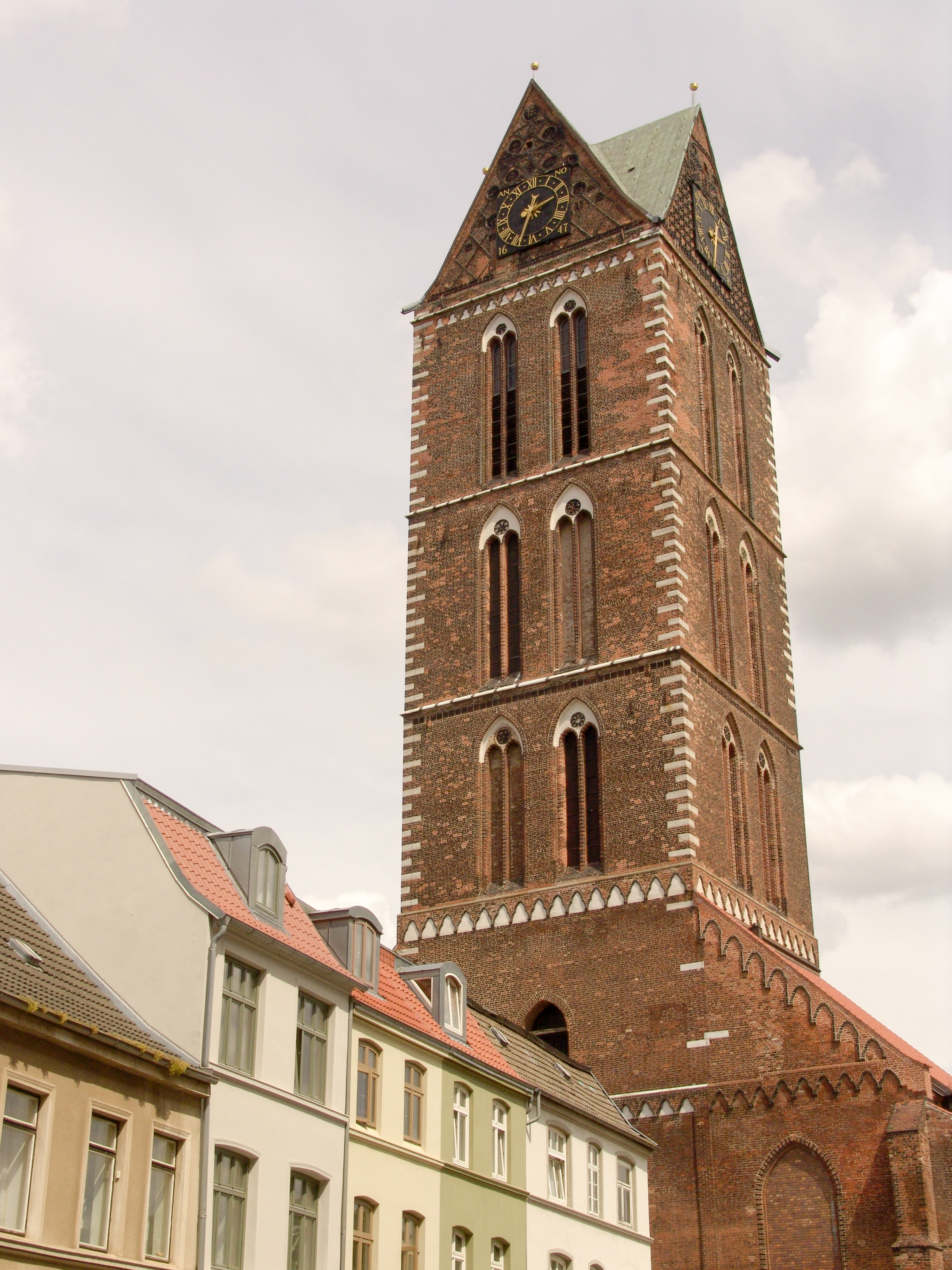
Marienkirche

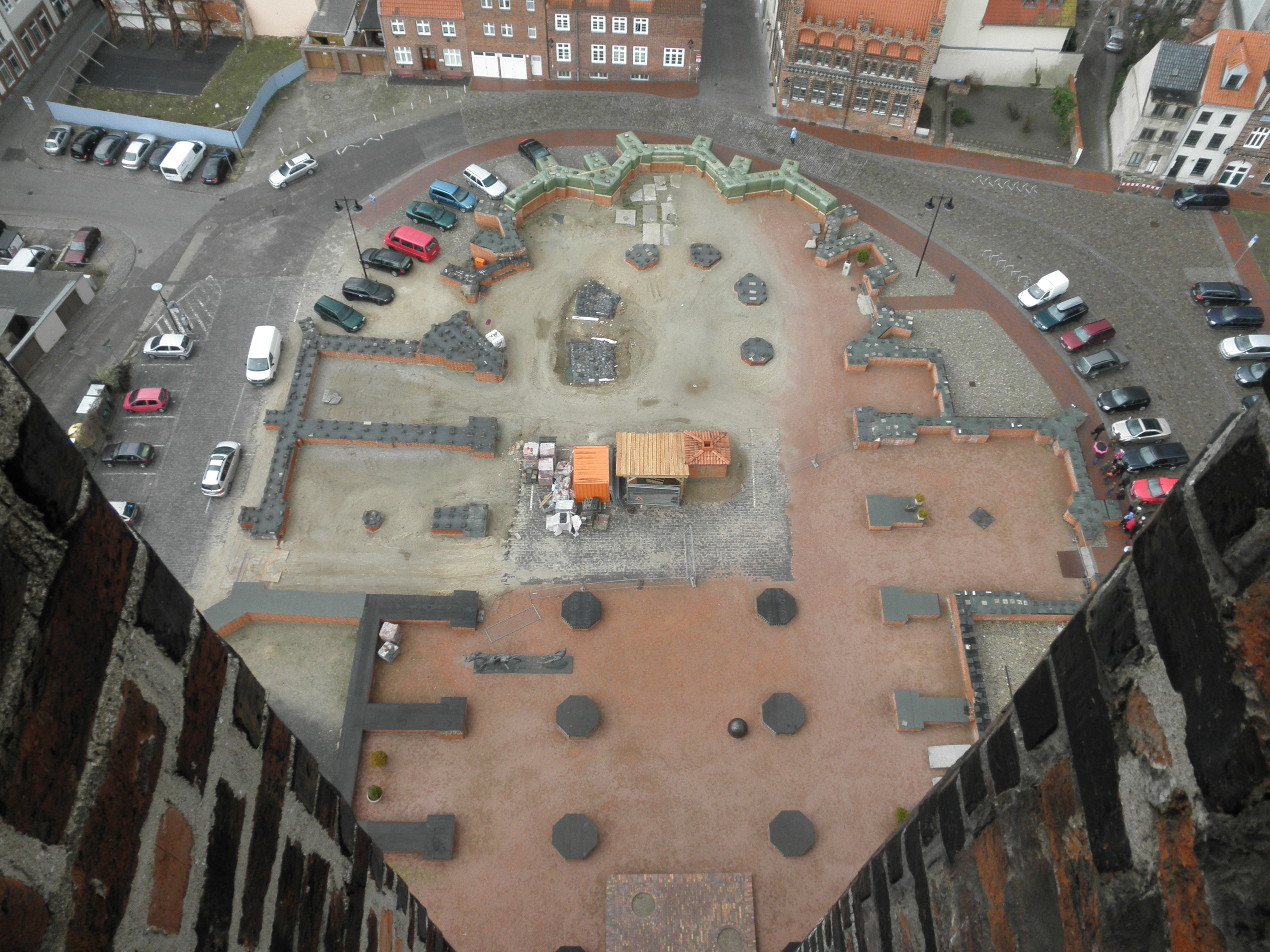
Aufgemauerter Grundriss vom Kirchenschiff

Die historische Straße St.-Marien-Kirchhof in Wismar liegt im Zentrum der Altstadt, die wie der Alte Hafen unter dem besonderen Schutz der UNESCO steht, nachdem Wismar 2002 in die Welterbeliste aufgenommen wurde.
Sie befindet sich zwischen Markt und Fürstenhof im sogenannten Gotischen Winkel und führt in Süd-Nord- und dann Westrichtung von der Papenstraße / Kellerstraße / Grüne Straße um die Kirche zur Straße Negenchören.

## Nebenstraßen

Wismar zur Zeit der Hanse

Die Nebenstraßen und Anschlussstraßen wurden benannt als Papenstraße (1318 als platea clericorum, 1434 papenstrate und um 1500  presterstrate nach den Priestern, Kellerstraße 1280 retro scolas, 1475 achter der schole und ab 1800 Kellerstraße) nach dem Wohnkeller im Armenhaus, Grüne Straße 1283 Straße hinter St. Marien, 1475 ghrone strate nach dem „grüne hoff mit synen boden“, Sargmacherstraße zunächst „Straße die zur Marienkirche führt“ und 1367 nach dem Tischlerhandwerk, Johannisstraße 1572 nach einem Anwohner und Negenchören 1475 als „in de negen kore“ nach dem Chor der Kirche, der sich aber nicht in der Nähe befand sowie Vor dem Fürstenhof nach der Residenz der mecklenburgischen Herrscher 1325 apud curiam nostri Magnopolensis, 1394 gegen dem Mecklenburger Hofe.

## Geschichte

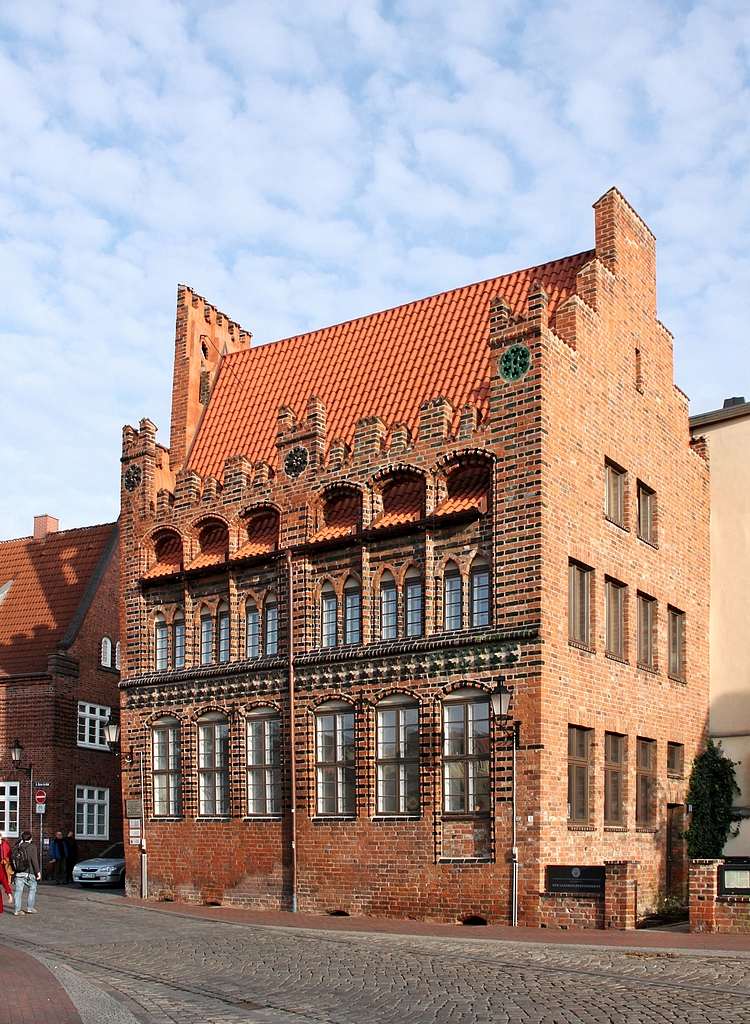
Nr. 3: Archidiakonat

### Name
Die Straße wurde nach dem Kirchhof der Marienkirche benannt und erstmals 1272 im Stadtbuch vermerkt.

### Entwicklung

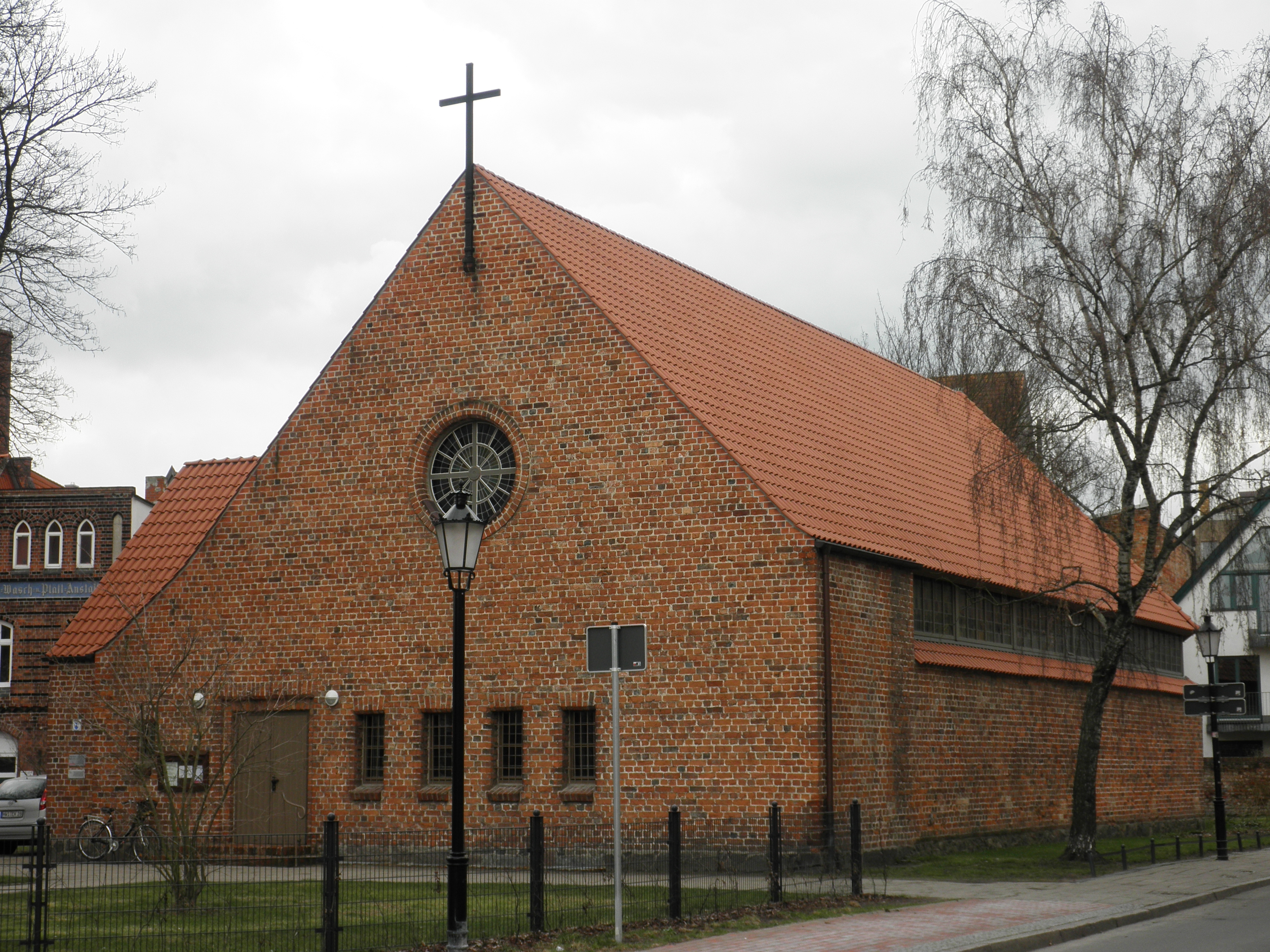
Nr. 7 Neue Kirche

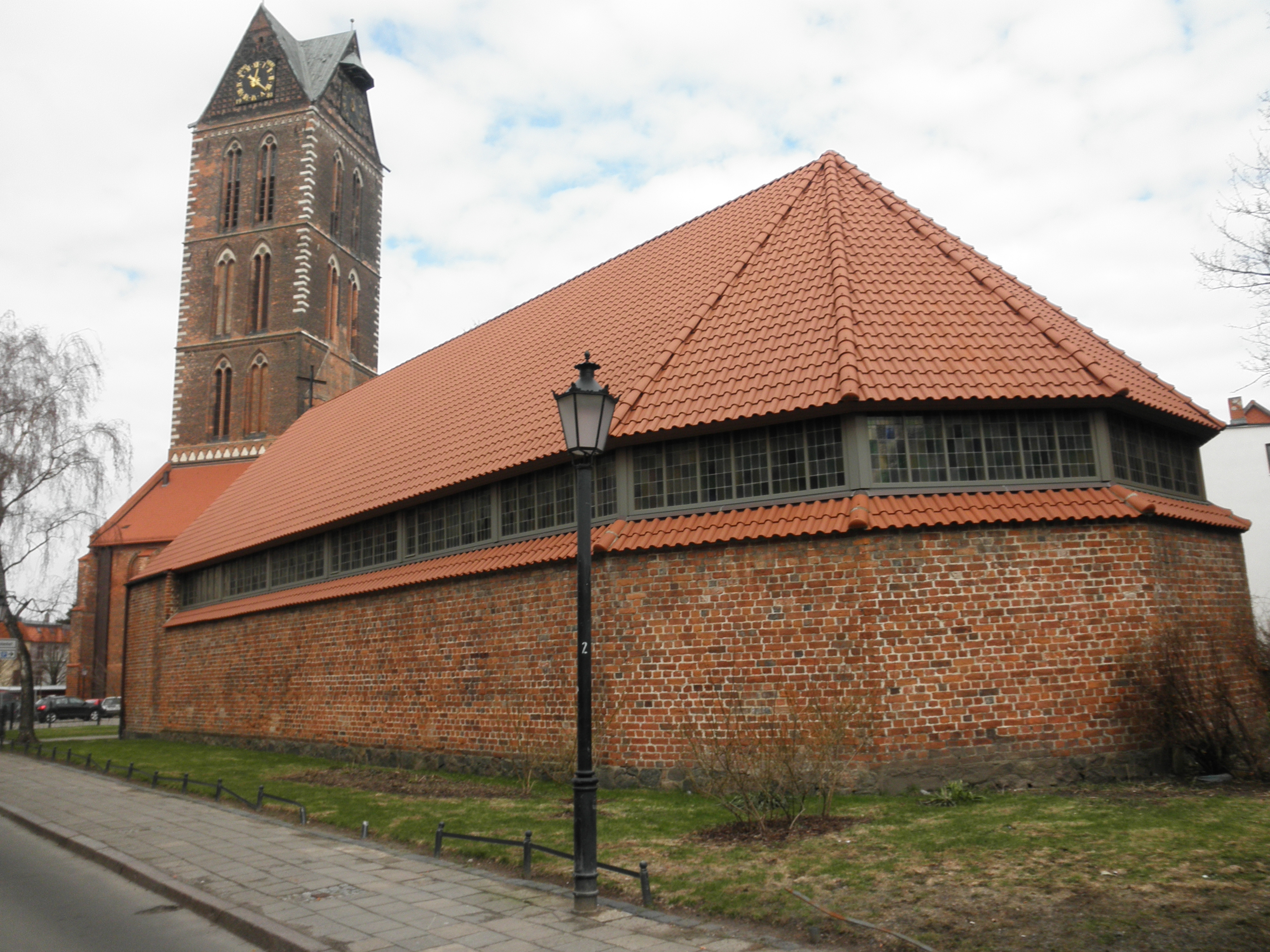
Neue Kirche + Marienkirche

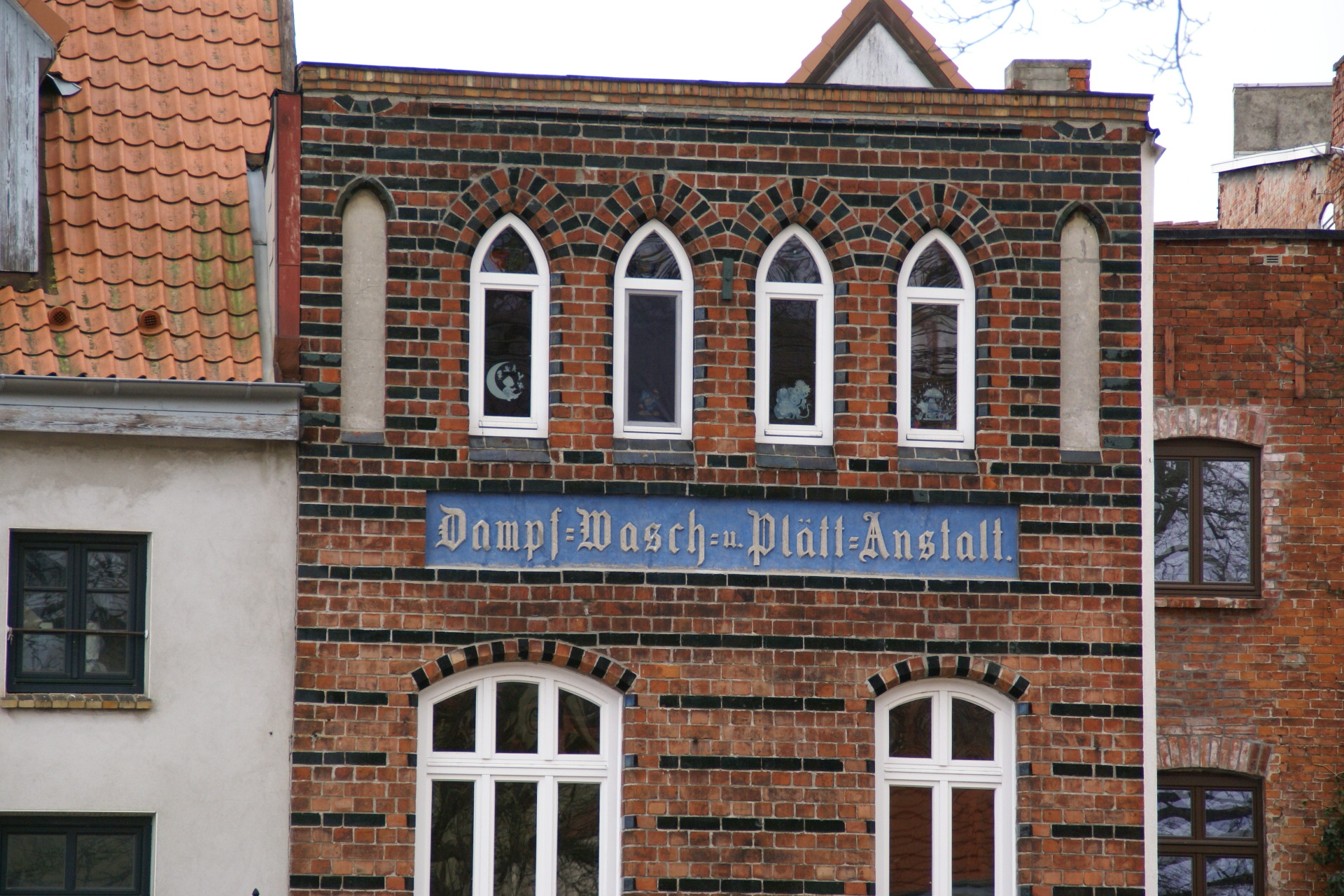
Ehem. Waschanstalt

Wismar wurde im Mittelalter ein bedeutendes Mitglied der Hanse. Der Markt und seine Zufahrtsstraßen bildeten den Kern des mittelalterlichen Ortes, der als Stadt 1229 erstmals erwähnt wurde. Durch den unverminderten Zuzug von Siedlern nach Wismar entstanden mehrere und größere Kirchen. Die erste Holzkirche an diesem Ort wurde am Anfang des 13. Jhd. gebaut. Sie wurde um 1260–1270 als Ratskirche durch eine Hallenkirche ersetzt. Auch diese Kirche war bald zu klein und von 1339 bis zum Anfang des 15. Jhd. entstanden Chor, Langhaus, Kapellen, Vorhalle und Sakristei. Um die Kirche kamen weitere gotische Bauten (u. a. Archidiakonat, Alte Schule, Pfarrhaus, Kapelle St. Marien zu den Weiden, Sühnekapelle) hinzu, sodass später der Bereich auch Gotischer Winkel hieß.
1945 wurde die Kirche stark beschädigt, weitere Gebäude zerstört und 1960 das Langhaus abgerissen. Die erhaltene Notkirche wurde 1951 gebaut.
Die verkehrsberuhigte Straße liegt seit 1991 im Sanierungsgebiet Altstadt. 1995 fand ein städtebaulicher Wettbewerb zur Platzgestaltung statt, der nicht realisiert wurde. Straße und Platz wurden 2007/09 in vier Abschnitten erneuert mit Granit-Großsteinpflaster (Fahrbahn, Nebenflächen) sowie Klinker- und Kleinmosaiksteinen (Gehwege).

## Gebäude, Anlagen (Auswahl)
An der Straße stehen zumeist zwei- und dreigeschossige Wohn- und auch Geschäftshäuser. Die mit (D) gekennzeichneten Häuser stehen unter Denkmalschutz (s. Liste der Baudenkmale in Wismar).
- Nr. 1: Marienkirche (D)[5]
  - erste Marienkirche als Holzbau 1250 belegt, wahrscheinlich um 1220 gebaut
  - erstes Bauwerk als Gotische Hallenkirche von um 1260–1270 mit Westturm
  - zweites Bauwerk als backsteingotische Kirche mit
    - basilikalem Umgangschor mit Kapellenkranz von um 1320–1339, vollendet 1353
    - dreischiffiges Langhaus als Basilika von nach 1353 bis um 1370/75[6]
    - Einsatzkapellen um 1388, Sakristei vor 1390 und Südvorhalle sowie Knochenhauerkapelle vor 1414
    - Aufstockung des nun 120 Meter hohen Westturms mit hölzernem, kupferverkleidetem Turmhelm als Pyramidenhelm; nach Zerstörungen (1539 und 1661) ab nach 1661 provisorischer aber erhaltener Abschluss
    - Im April 1945 durch Luftminen stark beschädigt, 1960 Abriss des Langhauses und später als Umriss erkennbar; nach Sanierung des Turms Nutzung für Veranstaltungen und Ausstellungen.
- Nr. 3: 2-gesch. gotisches Archidiakonat und Wohnhaus (D) mit reichem Dekor aus Backstein seit Anfang bis Mitte des 15. Jhd., 1885 saniert, 1945 beschädigt und 1962/63 rekonstruiert, nördlicher gotischer Treppengiebel, südlicher Giebel in vereinfachter Form; heute Sitz der Landessuperintendentur
- Nr. 5: 2-gesch. verklinkertes Haus mit u. a. der ev.-luth. Jugend im Kirchenkreis Wismar
- Nr. 7: Evangelische Neue Kirche von 1951 (D) mit Ziegeln des zerstörten Pfarrhauses nach Plänen als Notkirchenentwurf von Otto Bartning (Darmstadt) mit polygonalem 5/8-Chor und abteilbaren Gemeindesaal sowie Orgelempore; hier stand die ehem. gotische Pfarrei St-Marien
- Nr. 19: 2-gesch. Wohnhaus mit Innenhof und Gaststätte

Nicht erhalten sind nach der Zerstörung von 1945:
- Südwestecke: Gotische dreijochige rechteckige Kapelle St. Marien zu den Weiden von um 1324, seit dem 19. Jhd. zweckentfremdet
- Kellerstraße: 2-gesch. 15- bzw. 16-achsige hochgotische, reich dekorierte Alte Schule von um 1351 neben der Südseite vom Langhaus, hoher Giebel Fialen bzw. Zinnen, durchgängige seitliche Friese zwischen den Geschossen, mit grün glasierten Ziegeln, 1880 saniert und als Museum genutzt, erhaltener Keller durch Holzaufsatz gesichert, Rekonstruktion wird angestrebt
- bei Nr. 7: Spätgotisches Pfarrhaus von St. Marien aus drei stufenweise ineinander gesetzten Häusern vom 15. bis 16. Jhd.

### Denkmale, Gedenken
- Vor dem Archidiakonat: Denkmal als Bronzebüste auf Steinsockel für den in Wismar geborenen Mathematiker Gottlob Frege (1848–1925)

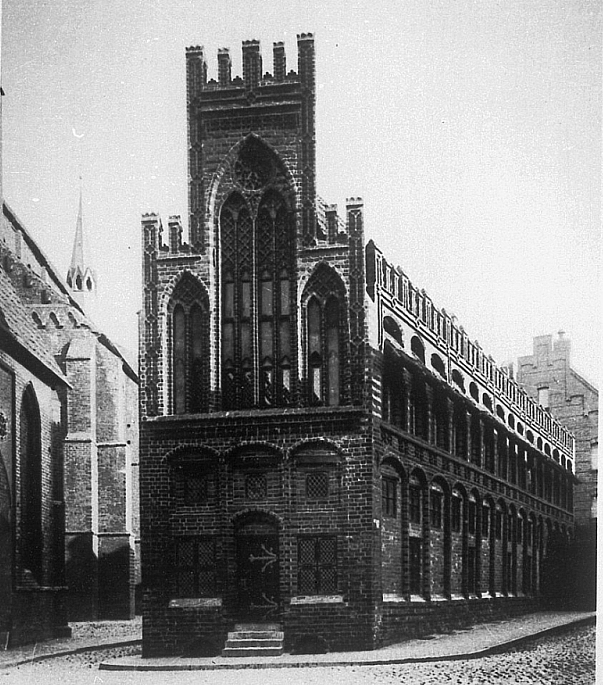
Alte Schule (1900)
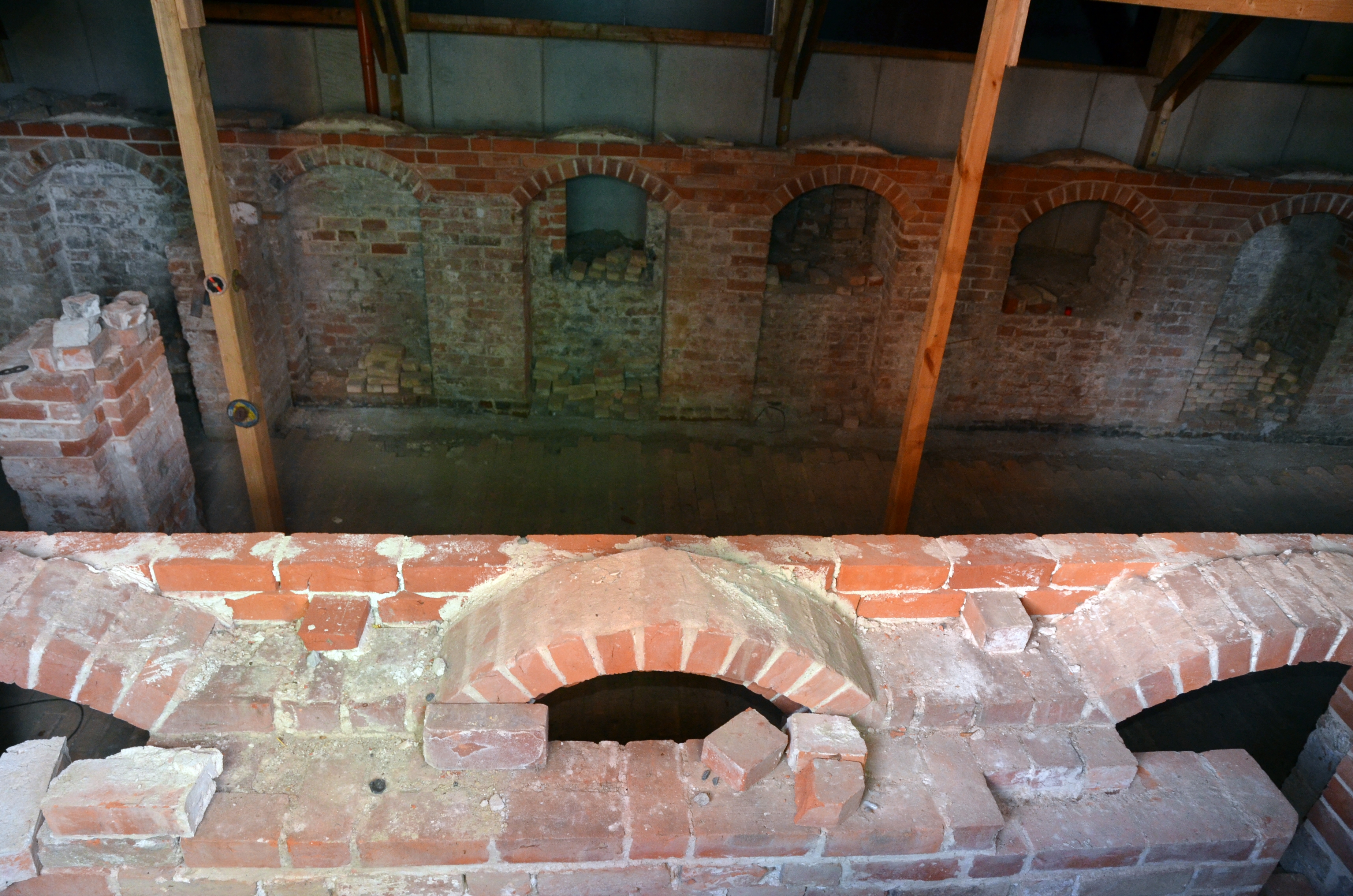
Kellerruine Alte Schule (2013)